# وایهی وایاهو (هاوایی)
وایهی وایاهو (به انگلیسی: Waihee-Waiehu) یک منطقهٔ مسکونی در ایالات متحده آمریکا است که در شهرستان ماویی، هاوایی واقع شده‌است. وایهی وایاهو ۱۲٫۹ کیلومتر مربع مساحت و ۸٬۸۴۱ نفر جمعیت دارد.